# خرگوش بی‌دم پالاس
خرگوش بی‌دم پالاس (نام علمی: Ochotona pallasi) نام یک گونه از سرده خرگوش بی‌دم است.